# Hungarica
A Hungarica egy 2006-ban alakult magyar nemzeti rock együttes. A zenekar több tagcserén is átesett, egyedül Mentes Norbert gitáros tekinthető állandó tagnak. A 2000-es évek második felében készült lemezeivel a Hungarica a műfajában az egyik legismertebb együttes lett.

## Történet

### A kezdetek
2006 nyarán a legendás magyar thrash metal együttes, a Moby Dick két tagja, Mentes Norbert gitáros és Hoffer Péter dobos, szövetkezve a Moby Dick és Aurora szövegíró Pusztai Zoltánnal, létrehozták a Hungarica elnevezésű nemzeti rock-metal formációt. A kezdetben M.A.D. (Magyar A Dal) elnevezésű csapat 2006 augusztusában készítette első felvételét a kaliforniai Ignite magyar származású frontemberével Téglás Zolival, majd rögzítettek egy, az 1956-os szabadságharc ötvenedik évfordulójára írt dalt Nagy Feró énekével. Mindkét szám a HammerWorld magazin CD mellékletein jelent meg elsőként, az 1956-os dal pedig a Szabadság, szerelem mozifilmhez kapcsolódó válogatás albumra is felkerült, amely 2006 november 23-án került a boltokba a Magneoton kiadó gondozásában.

### Sziva Balázs korszak
2006 végén megtalálták a megfelelő énekest a nemzeti rock körökben ismert Romantikus Erőszak frontember Sziva Balázs személyében, így 2007 márciusában megjelenhetett a Hungarica bemutatkozó albuma, a Nem keresek új hazát, a Nail Records-nál. A nyár folyamán több sikeres koncertet adtak különböző fesztiválokon, többek közt a Székelyföldi Rockmaratonon a Sabaton társaságában. Hoffer Péter egyéb elfoglaltságai miatt az élő fellépéseken Tobola Csaba (ex-Ossian) ült a dobcucc mögé, basszusgitáron pedig a lemezen is bőgőző Vörös Gábor (ex-Ossian, ex-Omen, Piramis) játszott. Az első albumon szereplő Ide születtem című dalhoz Császár Tamás filmrendezővel látványos videóklipet forgattak, amely rendszeresen ment a VIVA zenei televíziócsatornán. A Nem keresek új hazát lemezbemutatóját Budapesten, a Wigwamban tartotta a csapat 2007 októberében, ahol vendégként Nagy Feró is fellépett. 2007 végén elkezdődtek a második album, a Demokratúra felvételei. 
2008 augusztusában a koncert felállásban változás történt, a basszusgitárosi posztra Preidl Barnabás, a dob mögé Major Szabolcs került. 
2009 februárjában a Hungarica teltházas koncertet adott Budapesten, a Wigwamban, amiről DVD felvétel készült. 2009. október 5-én kijött a Hungarica harmadik sorlemeze Nincs más föld, nincs más ég címmel. Ezen a korongon szerepelt a Varga Miklós és Kalapács József vendégszereplésével rögzített Nemzeti Dal feldolgozásuk. Az album a megjelenés hetében 1. helyen nyitott a magyar lemezeladási listán! 2010 tavaszán megjelent Szántai Zsolt Magyar a Dal című könyve a zenekar történetéről, amelyben szó esik a Hungarica megalakulásáról, az eddigi jelentősebb eseményekről, a zenekart segítőkről, interjúkkal, fotókkal kiegészítve, amely egyben egy zaklatott lelkű társadalom korrajza is, a szerző lényeget megragadó, olvasmányos megközelítésében. 2010. március 20-án Gaudi-Nagy Tamás fővédnökségével , nagyszabású rendezvényt szerveztek a nemzeti jogvédelemért, amely a Nincs más föld, nincs más ég című album lemezbemutató koncertje is volt egyben. Ezúttal a helyszín is szimbolikus jelentőséggel bírt, hiszen Budapesten, a Petőfi Csarnokban került megrendezésre az esemény, ahol a nemzeti rock együttesek közül elsőként adtak önálló koncertet.
2011 decemberében megjelent a zenekar negyedik sorlemeze, a modern rockos hangvételű Robotok: Rabszolgák extra bónusz DVD-vel, amire a Petőfi Csarnok koncert mellett egy különleges kisfilm, a Csodára várva is felkerült. A lemezmegjelenés után nem sokkal a dobok mögött már egy tehetséges, fiatal zenész, Kiss Dániel ült. 2012 februárjában ismét a Petőfi Csarnokban játszott a zenekar, ahol az új lemez bemutatóját és egyben 5. születésnapját tartotta a csapat. Ez a koncert nem csak ünnep, hanem egy korszak lezárása is volt egyben, Sziva Balázs kiszállt a zenekarból, helyére a marosvásárhelyi születésű Fábián Zoltán érkezett a Székely Vér együttesből.

### Fábián Zoltán korszak
Az új énekes beszállásával egy időben az együttes dalainak stílusa is megváltozott. A keményebb rockos és metalos alapok jórészt eltüntek a zenéjükből és a közönség nagy része is kicserélődött. 2012. december 3-án, Test és vér címmel jelent meg az együttes első olyan albuma, amelyen Fábián Zoltán énekelt.
A Hungarica szervezésében, 2013 februárjában került megrendezésre Budapesten – a lengyel-magyar barátság jelszavával – egy nagyszabású koncert. Az eseményre olyan lengyel sztárokat hívták meg, mint Andrzej Nowak, az 1979-ben alakult TSA énekes és Paweł Mąciwoda, a világhírű Scorpions együttes basszusgitárosa. 2013 nyarán a zenekar meghívást kapott a lengyelországi Borne Sulinowo-ba, Európa legnagyobb Military találkozójára, ahol nagy sikerű koncertet adtak több mint 10.000 néző előtt! 
A 2014-ben aztán megjelent, A láng örökkön ég című új album, amelyen feldolgozták a Rozkwitały pąki białych róż című lengyel népdalt, lengyel és magyar nyelven egyaránt. A lemezbemutató koncertet 2014 márciusában a Petőfi Csarnokban tartották egykori énekesük zenekara, a 20 éves fennállását ünneplő Romantikus Erőszak vendégeként.
2015. július 6-án kijött egy teljesen lengyel nyelvű válogatás nagylemezük Przybądź wolności címmel. Az albumon Nowak és egy másik legendás lengyel rock énekes, Grzegorz Kupczyk (ex-Turbo, Ceti) is vendégszerepelt. A kiadvány Magyarországon és Lengyelországban is forgalomba került, Lengyelországban a legnagyobb üzlethálózatokban is kapható volt. Hasonló sikert magyar együttes, a '70-es évek magyar sztárzenekarai (Omega, LGT, Skorpió) óta nem ért el. A CD sikerének köszönhetően limitált egyedi sorszámozású vinyl LP is készült piros, fehér és zöld színekben. A lengyel nyelvű lemez megjelenését lemezbemutató koncertek követték. 2015 nyarán fesztiválokon játszottak Lengyelországban, az ősz folyamán pedig az első önálló lengyel miniturnéjukat csinálták végig. November 10-15. között Varsó, Środa Śląska, Boroszló, Świdnik és Krakkó városaiban koncerteztek nagy sikerrel. 2016 tavaszán ismét Lengyelországban koncerteztek. Katowicében, Krakkóban és Wroclawban léptek fel.

### Reunion
2020 júniusában az együttes közleményben tudatta, hogy Fábián Zoltán énekes és Preidl Barnabás basszusgitáros útjai elváltak a Hungarica-tól. Egyúttal azt is bejelentették, hogy egy reunion-turné keretében újra együtt állnak majd színpadra a Hungarica eredeti tagjai, azaz Sziva Balázs énekes, Mentes Norbert gitáros és Vörös Gábor basszusgitáros, Kiss Dániel dobossal kiegészülve. 2022 szeptemberében új dobos érkezett a zenekarba, a korábban tíz éven át a P.Mobil-ban játszó Szebelédi Zsolt személyében. Ebben a felállásban készítették el új nagylemezüket Szavazz magadra! címmel.

## Tagok

### Jelenlegi tagok
- Mentes Norbert – gitár (2006–tól napjainkig)
- Sziva Balázs – ének (2006–2012 és 2020–tól napjainkig)
- Vörös Gábor – basszusgitár (2007–2008 és 2020–tól napjainkig)
- Szebelédi Zsolt – dob (2022-től napjainkig)

### Korábbi tagok
- Hoffer Péter – dob (2007)
- Fábián Zoltán – ének (2012–2020)
- Preidl Barnabás – basszusgitár (2009–2012 és 2014–2020)
- Major Szabolcs – dob (2009–2011)
- Tobola Csaba – dob (2007–2009)
- Polgár Krisztián – gitár (2011–2014)
- Bella Norbert – basszusgitár (2012–2014)
- Wéber Iréna – ének (2010–2014)
- Auer László – basszusgitár (2012)
- Kiss Dániel – dob (2011–2022)

## Diszkográfia

### Nagylemezek
- 2007 – Nem keresek új hazát CD
- 2008 – Demokratúra DualDisc
- 2009 – Nincs más föld, nincs más ég CD+DVD
- 2011 – Robotok:Rabszolgák CD+DVD
- 2012 – Test és vér CD
- 2014 – A láng örökkön ég CD
- 2016 – Haza és hűség CD
- 2019 – Blitzkrieg CD+DVD, LP
- 2023 – Szavazz magadra! CD

### Lengyel nyelvű lemezek
- 2015 – Przybadz Wolnosci! CD, LP
- 2016 – Ojczyzna i Wiernosc CD

### Koncertalbumok
- 2017 – Radio Gdańsk CD

### Kislemezek
- 2008 – A szabadság betűi CD
- 2010 – Felvidék nem Szlovákia CD

### Gyűjteményes lemezek
- 2009 – Balladák CD
- 2014 – Oltalmadat remélem – Balladák 2. CD
- 2020 – Hungarica CD

### Válogatás albumok
- 2006 – Let the hammer fall Vol.50. CD
- 2006 – Szabadság, Szerelem CD
- 2006 – Let the hammer fall Vol.52. CD
- 2007 – Let the hammer fall Vol.55. CD
- 2007 – Let the hammer fall Vol.62. DualDisc
- 2008 – Let the hammer fall Vol.63. CD
- 2008 – Let the hammer fall Vol.72. CD
- 2019 – Hammered 2019 Winter Hits CD

## Helyezések a magyar lemezeladási listákon

### Album Top 40 slágerlista
| Év   | Album                                       | Legmagasabb helyezés                   |
| Év   | Album                                       | MAHASZ Top 40 album- és válogatáslemez |
| ---- | ------------------------------------------- | -------------------------------------- |
| 2007 | Hungarica Nem keresek új hazát              | 15                                     |
| 2008 | Hungarica Demokratúra                       | 2                                      |
| 2009 | Hungarica Nincs más föld, nincs más ég      | 1                                      |
| 2010 | Hungarica Balladák                          | 18                                     |
| 2011 | Hungarica Robotok:Rabszolgák                | 13                                     |
| 2013 | Hungarica Test és vér                       | 5                                      |
| 2014 | Hungarica A láng örökkön ég                 | 2                                      |
| 2015 | Hungarica Oltalmadat remélem – Balladák 2.  | 1                                      |
| 2015 | Hungarica Przybadz Wolnosci!                | 11                                     |
| 2016 | Hungarica Haza és hűség/Ojczyzna i Wiernosc | 2                                      |
| 2017 | Hungarica Radio Gdansk                      | 8                                      |
| 2019 | Hungarica Blitzkrieg                        | 2                                      |
| 2021 | Hungarica                                   | 4                                      |
| 2023 | Hungarica Szavazz magadra!                  | 1                                      |

### Single Top 40 slágerlista
| Év   | Kislemez                    | Legmagasabb helyezés   |
| Év   | Kislemez                    | MAHASZ Top 40 kislemez |
| ---- | --------------------------- | ---------------------- |
| 2008 | Hungarica A szabadság betűi | 2                      |